# Grigorij Szafigulin
Grigorij Mirgarifanowicz Szafigulin (ros. Григорий Миргарифанович Шафигулин; ur. 13 stycznia 1985 w Czelabińsku) – rosyjski hokeista, reprezentant Rosji.

## Kariera
- Łokomotiw Jarosław (2001-2005)
- Łokomotiw Jarosław (2002-2007)
- Ak Bars Kazań (2007-2009)
- Witiaź Czechow (2009-2010)
- Dinamo Moskwa (2010-2014)
  -  Dinamo Bałaszycha (2013)
- Mietałłurg Magnitogorsk (2014)
- Amur Chabarowsk (2014-2015)
- Spartak Moskwa (2015-2016)

Wychowanek Traktora Czelabińsk. Od 2010 do 2014 zawodnik Dinama Moskwa. Od maja 2014 zawodnik Mietałłurga Magnitogorsk. Od listopada 2014 zawodnik Amuru Chabarowsk. Od lipca 2015 zawodnik Spartaka Moskwa. Odszedł z klubu z końcem kwietnia 2016. W połowie 2016 został zawodnikiem Dinama Moskwa.
Uczestniczył w turniejach mistrzostw świata do lat 17 edycji 2002, mistrzostw świata juniorów do lat 18 edycji 2003, mistrzostw świata juniorów do lat 20 edycji 2004, 2005.
W 2018 został skautem dla kanadyjskiego klubu Toronto Maple Leafs z NHL.

## Sukcesy
Reprezentacyjne
- Brązowy medal mistrzostw świata juniorów do lat 18: 2003
- Srebrny medal mistrzostw świata juniorów do lat 20: 2005

Klubowe
- Złoty medal mistrzostw Rosji: 2003 z Łokomotiwem Jarosław, 2009 z Ak Barsem Kazań, 2012, 2013 z Dinamem Moskwa
- Brązowy medal mistrzostw Rosji: 2005 z Łokomotiwem Jarosław
- Puchar Kontynentalny: 2008 z Ak Barsem Kazań
- Puchar Gagarina: 2009 z Ak Barsem Kazań, 2012, 2013 z Dinamem Moskwa